# هیتزوم
هیتزوم (به هلندی: Hitzum) یک منطقهٔ مسکونی در هلند است که در فرانکرادیل واقع شده‌است. هیتزوم ۲۲۵ نفر جمعیت دارد.